# Forn Jussà (Cardona)
El Forn Jussà era un element arquitectònic històric (s.XIII) que hi havia a la vila de Cardona.
Situat a la plaça Jussana (actual Plaça de Santa Eulàlia), la seva situació era a l'epicentre de la vila, a la intersecció entre els tres camins principals que arribaven fins a Cardona i la pujada d'accés al castell. Formava part del conjunt d'habitatges que definiren entre els segles XI-XIII l'espai públic designat com la plaça de Cardona.
Es trobava sota la Porxada d'en Soler, una estructura porxada que corresponia a l'antic habitatge dels Soler, nissaga de ramaders i negociants locals enriquits. A principi del s.XIV van esdevenir senyors de la baronia veïna de Santa Maria d'Aguilar (Montmajor, Berguedà), mercès al control que exercien sobre les carnisseries de la vila i d'altres serveis sota el monopoli dels senyors del Castell de Cardona. A tocar del forn Jussà hi havia la carnisseria del Crestó.
El forn jussà era el nom que rebia el forn on sota el domini del senyor de Cardona, les famílies podien dur a coure el seu pa a canvi de cedir-ne una porció al forner. L'any 1711 durant el setge del castell per les tropes francoespanyoles, va ser destruït amb 6000 pans cuits i 4000 de pastats al seu interior.
En el transcurs de les obres per l'adequació de l'espai per la nova seu del museu col·lecció de sal Josep Arnau es van trobar elements que es corresponen a les restes d'un dels dos forns comunals de coure pa existents en la vila i que servia per a satisfer les necessitats dels habitants de la part jussana de la vila. Han estat de gran interès per al coneixement de la història de l'alimentació en època medieval i moderna, essent un magnífic testimoni de l'enginyeria gòtica civil.